# Cedrat
Cedrat (Citrus medica) er en citrusfrugt, fra hvilken der udvindes sukat.